# Spelaeoniscus vallettai
Spelaeoniscus vallettai is een pissebed uit de familie Spelaeoniscidae. De wetenschappelijke naam van de soort is voor het eerst geldig gepubliceerd in 1975 door Caruso.